# Ґіятх ал-Дін Туґлак
Ґіятх ал-Дін Туґлак (*д/н —1325) — 1-й делійський султан з роду Туґлак у 1321–1325 роках.

## Життєпис

### Початкова кар'єра
Про місце народження та родину відомо мало. У Ґіятх ал-Діна батьком був тюрк (раб султана Балбана), а мати індускою. Народився він, ймовірно, у Сінді або Сейстані. Разом з батьками втік від монголів. Згодом поступив на службу до династії Хілджі. Звитяжив у 1305 році у битві при Амросі (сучасний штат Уттар-Прадеш), де війська делійського султана завдали поразки монголам. Згодом на чолі 10-тисячного війська захопив Мултан, Уч та увесь Сінд. На цих землях він тримався до 1320 року.
Після смерті у 1316 році Алауддіна Хілджі у султанаті почалися чвари внаслідок нерозважливої поведінки Мубарака. Зрештою останнього було вбито Хосров-ханом у 1320 році. Цим виявилися невдоволені афганські хани. Вони надали підтримку Туґлаку, який у 1321 році рушив на Делі, де у двох битвах розбив військо Хосров-хана й захопив трон.

### Володарювання
Після захоплення влади новому султанові довелося відновлювати свою владу у Пенджабі та Сінді, а у 1324 році у Бенгалії. Водночас він вступив у конфлікт із суфійським орденом, яким почав інтригувати проти Ґіятх ал-Діна. Військові справи не відволікали нового султана від зведення мечетей та власного мавзолею. Також за його наказом почалося спорудження Туґлакабада.
Водночас спрямовував армії на придушення повстань у Декані, за його наказом була повалена династія Какатіїв. У 1325 році Ґіятх ал-Дін остаточно придушив повстання у Біхарі та Бенгалії.
При повернені до Делі він зустрів свого сина Мухаммада, який на мосту через річку Джамну (біля міста Афганпур) влаштував святковий бенкет. Під час нього дошки мосту провалилися й Ґіятх ал-Дін Туґлак разом із іншим сином Махмудом загинув. Мухаммед у цей час відійшов нібито в справах.